# Valstrona
Valstrona est une commune italienne de la province du Verbano-Cusio-Ossola dans la région Piémont en Italie.

## Administration
| Période                                  | Période | Identité | Étiquette | Qualité |
| ---------------------------------------- | ------- | -------- | --------- | ------- |
|                                          |         |          |           |         |
| Les données manquantes sont à compléter. |         |          |           |         |

### Communes limitrophes
Anzola d'Ossola, Calasca-Castiglione, Cravagliana, Loreglia, Massiola, Ornavasso, Pieve Vergonte, Quarna Sopra, Quarna Sotto, Rimella, Sabbia, Varallo Sesia